# Buchnera albiflora
Buchnera albiflora là loài thực vật có hoa thuộc họ Cỏ chổi. Loài này được Skan mô tả khoa học đầu tiên năm 1906.